# امتیازنامه رویتر
امتیازنامهٔ رویتر توافقنامه‌ای بود که در ۱۸۷۲ میلادی میان پاول یولیوس رویتر کارآفرین مسیحی انگلیسی-آلمانی با پدر یهودی (با نام حقیقی «اسرائیل بر یوسافات») و دولت قاجار منعقد شد.
به موجب این توافقنامه، امتیاز ساختن راه و راه‌آهن و سد و بهره‌برداری از معادن، ایجاد مجاری آبی و قنات و کانال‌ها؛ ایجاد بانک و هرگونه کمپانی صنعتی، حق انحصار کارهای عام‌المنفعه و بهره‌برداری از جنگل‌ها و گمرکات ایران در ازای پرداخت دویست هزار لیره در اختیار رویتر قرار گرفت. این قرارداد در سال بعد با اعتراض روحانیون و درباریان ملغی شد.

## پیش‌زمینه
وضع اسفبار کشور و پیش‌روی‌های روسیه در ترکمنستان باعث شد میرزا حسین‌خان سپهسالار تصور کند با تحویل کلیهٔ امور کشور به یک تاجر انگلیسی می‌تواند از انگلستان تقاضا کند کشور ایران را تحت قیمومت نظامی خود قرار دهد. همچنین پول کلانی هم به کشور برسد. در عمل پس از مذاکره با مقامات انگلیسی ثابت شد اشتباه می‌کرده‌است.

## مفاد قرارداد
در ازای پرداخت دویست هزار لیره امتیازات ذیل به پاول یولیوس رویتر واگذار شدند:
1. امتیاز انحصاری ایجاد راه‌آهن از دریای خزر تا خلیج فارس
2. دایر کردن تراموای شهری، بهره‌برداری از معادن (به غیر از معادن طلا، نقره، جواهر و معادنی که ملک مردم است) و جنگل‌ها به‌مدت ۷۰ سال
3. اجارهٔ گمرک ها به مدت ۲۵ سال
4. صاحب امتیاز، حق انتقال تمام یا قسمتی از آن را به دیگران داشت.
5. کمپانی اختیار داشت برای سرمایهٔ اولیه ۶ میلیون لیرهٔ انگلیسی اوراق قرضه صادر نماید. (درآمد سالانهٔ دولت در آن زمان حدود ۳ میلیون لیرهٔ انگلیسی بود).
6. سهم ایران از سود راه‌آهن ۲۰٪ و معادن و جنگل‌ها ۱۵٪ تعیین شد.
7. سهم ایران از سود گمرک ۶۰٪ تعیین گردید.
8. پس از امضای قرارداد، کمپانی رویتر مبلغ ۴۰ هزار لیرهٔ انگلیس به نام دولت ایران در بانک انگلستان می‌گذاشت تا در صورت تأخیر بیش از ۱۵ ماه در اجرای قرارداد، ضبط شود.

## اشکالات قرارداد
به عقیدهٔ فریدون آدمیت، عمده‌ترین اشکالات این قرارداد موارد ذیل بودند:
1. وسیع بودن دامنهٔ امتیازات اقتصادی آن
2. رویتر حق فروش امتیاز به غیر داشت که می‌توانست دشواری‌های سیاسی ایجاد کند
3. ایران از قرار دادن بند حق بازرسی و نظارت بر شرکت در مفاد قرارداد غفلت کرده بود
4. رویتر سرمایه‌دار چندان معتبری نبود.[۲]

## رشوه‌گیری عوامل
بعداً معلوم شد که میرزا حسین‌خان سپهسالار ۵۰ هزار لیره، میرزا ملکم‌خان ۲۰ هزار لیره، معین‌الملک ۲۰ هزار لیره و مبالغی نیز اقبال‌الملک به عنوان رشوه برای عقد این قرارداد از انگلیسی‌ها دریافت کرده‌اند. روحانیون محلی بعد از شنیدن خبر عقد این قرارداد برآشفتند و شب‌نامه‌هایی در تهران پخش شد که نوشته بود شاه اختیار کشور را به یک یهودی داده‌است.

این قرارداد به قدری استعماری بود که اعتراض همهٔ دنیا، حتی دیپلمات‌های انگلیسی (مانند لرد کرزن) را نیز برانگیخت. وی گفت: 
«وقتی که امتیاز رویتر منتشر گشت، مندرجات آن حاکی از تسلیم کامل و خارق‌العاده کلیهٔ منابع صنعتی کشور به بیگانگان بود و تا به امروز در هیچ مستعمره‌ای داده نشده‌است.»

## پیامدها و الغای قرارداد
- رویتر درک کرد که بدون تضمین دولت نمی‌تواند قرضهٔ ۶ میلیون لیره مندرج در امتیازنامه را راه بیندازد.
- اجرای امتیازنامه موجب منازعهٔ دائمی بین ایران و روس می‌شد.[۵]
- مخالفت افکار عمومی و بازرگانی جهان
- اعتراضات داخلی به رهبری ملا علی کنی.[۶]
- دولت انگلستان حاضر به طرفداری از رویتر نگردید.[۷]
- در لندن شاه و صدراعظم نتوانستند تضمینی در مورد حمایت نظامی انگلستان از ایران به‌دست آوردند.

## اعتراض داخلی
در راه بازگشت ناصرالدین‌شاه از اروپا در بندر انزلی تلگرافی با امضای ۸۰ نفر از درباریان با درخواست عزل سپهسالار رسید. درباریان در خانه انیس‌الدوله، زن سوگلی شاه، رفته و گروهی از مردم هم در ارگ شاهی جمع شده بودند.
سپهسالار استعفا داد و شاه استعفا را رد کرد تا این‌که نامهٔ تندی از دو مجتهد نامدار پایتخت، ملاعلی کنی و سید صالح عرب رسید. سید صالح عرب، صدراعظم را واجب‌القتل دانست. شاه تسلیم شده و استعفا را پذیرفت.
چون رویتر دست از دعاوی خود برنمی‌داشت، ناگزیر امتیاز تأسیس بانک شاهنشاهی ایران را به او دادند.